# Cirrholovenia reticulata
Cirrholovenia reticulata är en nässeldjursart som beskrevs av Xu och Huang 2004. Cirrholovenia reticulata ingår i släktet Cirrholovenia och familjen Cirrholoveniidae. Inga underarter finns listade i Catalogue of Life.